# Кокушкин мост
Коку́шкин мост — автодорожный металлический балочный мост через канал Грибоедова в Адмиралтейском районе Санкт-Петербурга, соединяет Казанский и Спасский острова. 

## Расположение
Соединяет Столярный и Кокушкин переулки. Выше по течению находится Сенной мост, ниже — Вознесенский мост. Ближайшие станции метрополитена (300 м) — «Садовая», «Сенная площадь», «Спасская».

## Название
Название получил по фамилии купца Василия Кокушкина, дом которого располагался на углу Кокушкина переулка и Садовой улицы. С 1779 года мост называется Кокушкин, в период с 1768 по 1873 существовал вариант Какушкин. В 1897 году в городскую думу поступило предложение о переименовании Кокушкина и Столярного переулков, а также Кокушкина моста, в улицу и мост Гоголя, но решение не было принято.

## История
Построен в конце XVIII века в период окончания работ по сооружению гранитных стенок набережных канала. Имел каменные, облицованные гранитом опоры и деревянное балочное пролётное строение. Мост неоднократно ремонтировался в дереве с сохранением подкосной конструкции. В 1872 году произведён капитальный ремонт моста, при этом пролётное строение было изготовлено по образцу старой конструкции. В 1905 году заменено верхнее строение моста, работы производились под техническим надзором архитектора К. В. Бальди и под руководством старшего техника М. И. Андерсина. Длина моста составляла 19,2 м, ширина — 10,7 м.
В 1946—1947 из-за ветхости деревянных конструкций и расстройства кладки опор мост был перестроен в однопролётный металлический. Проект был разработан в Проектном отделе Ленмосттреста инженером Б. Б. Левиным и архитектором Л. А. Носковым. Работы выполнены трестом «Ленмостострой» под руководством инженера С. Д. Иванова.

## Конструкция

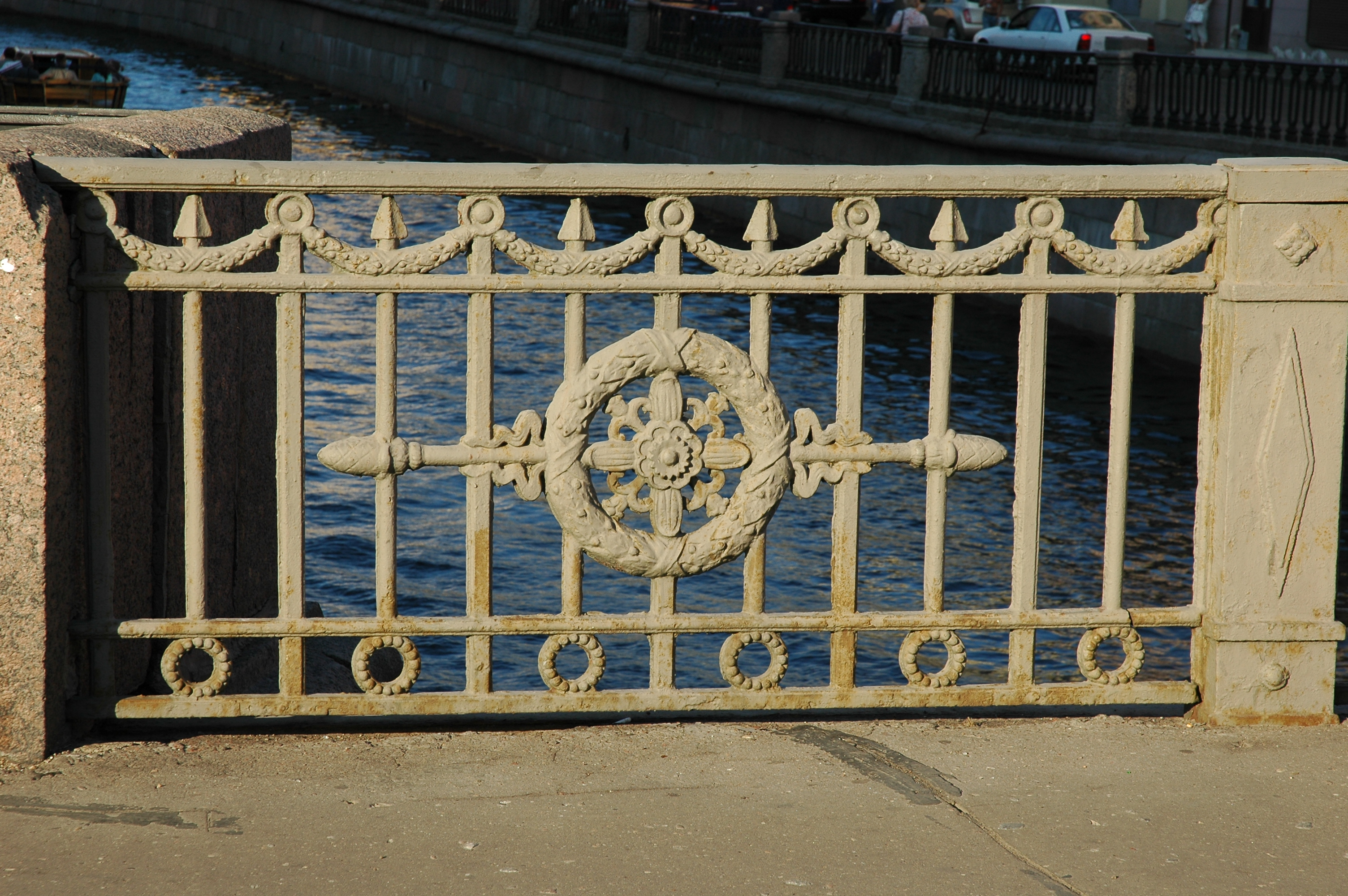
Кокушкин мост, деталь ограждения

Мост однопролётный сталежелезобетонный балочный. Пролётное строение состоит из восьми двутавровых дугообразных балок. Высота балок — 68 см, по их верхним поясам уложена железобетонная плита проезжей части толщиной 14 см. В основание опор забито по 170 свай диаметром 26 см. Опоры моста из монолитного железобетона, облицованы гранитными плитами. Устои выдвинуты из линии набережной в русло и сопрягаются с ними плавными кривыми. Длина моста — 20,0 м (19,0 м), ширина — 13,1 м, расчётный пролёт — 16,48 м.
Мост предназначен для движения автотранспорта и пешеходов. Проезжая часть моста включает в себя 2 полосы для движения автотранспорта. Покрытие проезжей части — диабазовая брусчатка, тротуаров — асфальтобетон. Тротуары отделены от проезжей части гранитным поребриком. Перильное ограждение чугунное, художественного литья с чугунными тумбами, завершается на устоях гранитными парапетами. Фасады моста декорированы литыми архитектурными деталями.

## Мост в литературе
В 1829 году А. С. Пушкин упомянул Кокушкин мост в знаменитой эпиграмме на рисунок А. В. Нотбека «Пушкин и Онегин»:

Вот перешед чрез мост Кокушкин,

 Опершись ж… о гранит,

 Сам Александр Сергеич Пушкин

 С мосье Онегиным стоит.

 Не удостоивая взглядом

 Твердыню власти роковой,

 Он к крепости стал гордо задом:

 Не плюй в колодец, милый мой.

В конце того же 1829 года в доме купца и ростовщика Зверкова на углу Столярного переулка и набережной Екатерининского канала (ныне дом № 69 по каналу Грибоедова) поселился на последнем этаже с окнами во двор Н. В. Гоголь. Здесь он работал над циклом «Вечера на хуторе близ Диканьки». Герой «Записок сумасшедшего», пройдя к Кокушкину мосту, останавливается перед большим домом:

«Этот дом я знаю, — сказал я сам себе. — Это дом Зверкова». Эка машина! Какого в нем народа не живет: сколько кухарок, сколько приезжих! а нашей братьи чиновников — как собак, один на другом сидит.

Упоминание о Кокушкином мосте можно отыскать в неоконченной повести Лермонтова «Штосс» (1840), где автор рисует утро у Кокушкина моста:

По тротуарам лишь изредка хлопали калоши чиновника, — да иногда раздавался шум и хохот в подземной полпивочной лавочке, когда оттуда вытаскивали пьяного молодца в зеленой фризовой шинели и клеенчатой фуражке. Разумеется, эти картины встретили бы вы только в глухих частях города, как например… у Кокушкина моста».

С Кокушкина моста начинается действие романа Ф. М. Достоевского «Преступление и наказание»:

В начале июля, в чрезвычайно жаркое время, под вечер, один молодой человек вышел из своей каморки, которую нанимал от жильцов в С-м переулке, на улицу и медленно, как бы в нерешимости, отправился к К-ну мосту.